# Mohamed Ben Teffahi
Mohammed Ben Teffahi (en arabe : محمد بن تفاحي), est un musicien ⁣⁣algérien⁣⁣, né à Alger en 1870 et mort le 9 avril 1944 à Tlemcen.
Il est l'un des maitres de la nouba algérienne.

## Biographie
Issu d'une famille de munshid (« récitateur de poésie »), il a appris l'art musical de Abderrahmane Menemmeche, de Ben Farachou et, surtout, de Mohamed Sfindja. Il est suffisamment aisé pour se passer de la générosité de mécènes.
Il a entretenu une correspondance avec le spécialiste de musique arabe, le baron d'Erlanger, reprise dans le journal de Jacques Soustelle, et qui constitue aujourd'hui une source d'information sur sa vie. Mohammed Ben Teffahi se produit à Tlemcen où il se fait connaître après 1928.
En 1930, lors de la célébration du centenaire de la colonisation française, des Algériens fondent une association musicale, qu'ils nomment El Djazaïria (en référence au nom de leur pays) dans le but d'affirmer une identité culturelle proprement algérienne ; ils la veulent indépendante de l’administration coloniale ; Mohammed Ben Teffahi est le premier président de El Djazaïria, plus connue par la suite sous celui d’ « El Djazaïria – El Mossilia » à la suite de la fusion, le 15 octobre 1951 des associations « El Djazaïria » et « El Mossilia ».
Ben Teffahi a pour disciples les frères Mohammed Fakhardji et Abderrezak Fakhardji, Omar Bensemmane et Abdelkrim Mehamsadji.
Il entretient des relations régulières avec des maîtres musiciens de Tlemcen, Cheikh Hadj Larbi Ben Sari et son fils Redouane, ainsi que Omar Bekhchi qui, à son contact, enrichissent substantiellement leur répertoire,.
Dans un article publié en 1981 et destiné à le faire connaître, Sid Ahmed Serri écrit : « les chanteurs et musiciens andalous de ces dernières décennies et les jeunes qui, de nos jours, s’initient à la musique classique (algérienne) doivent, parfois sans le savoir, une grande partie de leurs connaissances ou de leurs acquisitions dans ce domaine – fussent-elles imparfaites ou « ajustée » au style de leur région – à ce que Ben Teffahi a légué »
Il meurt le 19 avril 1944. Il est enterré au cimetière de Sidi Senoussi.
Il fait partie des artistes retenus dans le cadre de l'exposition  « Nouba, hommage aux maîtres de la musique andalouses » en 2019 à Alger,